# Confines
Confines è un comune della Colombia facente parte del dipartimento di Santander.
Il centro abitato venne fondato il 3 agosto 1773 ad opera dell'ufficiale spagnolo Mateo Franco.